# Martina Malyar

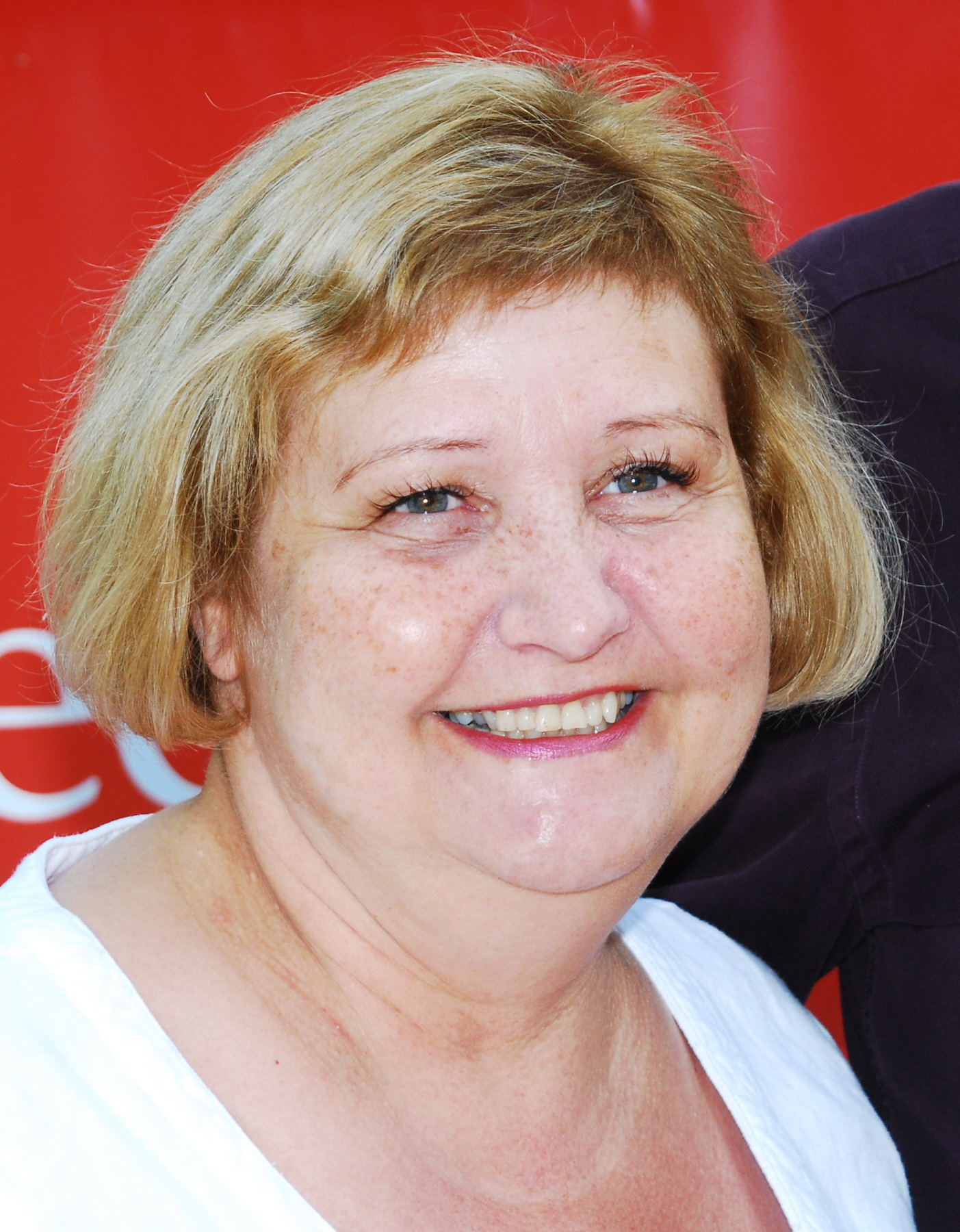
Martina Malyar (2012)

Martina Malyar (* 20. Juni 1959 in Wien) ist eine österreichische Politikerin (SPÖ). Malyar war von 1995 bis 2003 Abgeordnete zum Landtag und Mitglied des Wiener Gemeinderats und von 2003 bis 2018 Bezirksvorsteherin des 9. Wiener Gemeindebezirks Alsergrund. 

## Ausbildung und Beruf
Malyar legte die Lehramtsprüfung für Hauptschulen ab und in der Folge von 1982 bis 1983 an der Integrierten Gesamtschule Wendstattgasse, Favoriten, tätig. Danach unterrichtete sie zwischen 1983 und 1988 am Polytechnischen Lehrgang in Rudolfsheim-Fünfhaus und zudem zwischen 1987 und 1988 freie Mitarbeiterin im Unterrichtsministerium. Danach war sie von 1988 bis 1989 der BMUKS-Abteilung Hauptschule und Polytechnische Lehrgänge als Lehrplanautorin und für Lehrerfortbildung, Seminare, Weiterbildungskonzepte und diverse Fachpublikationen zugeteilt, bevor sie zwischen 1989 und 1993 erneut an den Polytechnischen Lehrgang in Rudolfsheim-Fünfhaus wechselte. 
Zwischen 1993 und 1995 war die verheiratete Mutter zweier Töchter in Karenz, zudem wirkte sie zwischen 1990 und 1994 als Mitglied der Gutachterkommission für HS- und PL-Lehrbücher. Des Weiteren war sie von 1994 und 1995 Vorsitzende der Gutachterkommission und arbeitete nach ihrer Karenzzeit von 1996 bis 1998 als Geschäftsführerin von SOZIAL GLOBAL. 2004 erfolgte ihre Nachgraduierung zur Diplompädagogin für das Lehramt an Hauptschulen.

## Politik
Malyar trat 1975 der SPÖ bei und war zwischen 1977 und 1984 in der Jungen Generation (JG) aktiv. Zwischen 1981 und 1984 engagierte sich Malyar im Frauenkomitee Alsergrund, zudem hatte sie von 1982 bis 1984 die Funktion der Bezirksvorsitzenden der JG Alsergrund inne. Malyar wurde 1984 in die Bezirksvertretung des Alsergrundes gewählt und hatte bis 1995 die Funktion einer Bezirksrätin inne. Zudem war sie zwischen 1991 und 1995 Klubvorsitzende der sozialdemokratischen Fraktion. Am 27. Jänner 1995 rückte Malyar als Abgeordnete in den Wiener Landtag und Gemeinderat nach, zudem wurde sie 1997 zur stellvertretende Bezirksparteivorsitzende der SPÖ-Alsergrund gewählt. Malyar schied am 25. Juni 2003 aus dem Landtag und Gemeinderat aus und übernahm am selben Tag das Amt der Bezirksvorsteherin des Alsergrundes. 
Am 25. Juni 2018 legte sie ihre Funktion als Bezirksvorsteherin in Wien-Alsergrund zurück. Am 27. Juni 2018 folgte ihr Saya Ahmad in dieser Funktion nach.